# Вель — Рестон-Ист
Вель — Рестон-Ист (англ. Wiehle – Reston East) — наземная станция Вашингтонского метро на Серебряной линии. Станция обслуживается Washington Metropolitan Area Transit Authority.
Проектные названия: Вель-авеню, Рестон — Вель-авеню. Она представлена одной островной платформой. Станция имеет два выхода: по обе стороны Даллес-роад; также есть пешеходный мостовой переход через Даллес-роад. Расположена в Рестоне посреди дороги штата Виргиния № 267 (Даллес-роад) западнее Вель-авеню, округ Фэрфакс штат Виргиния. Пассажиропоток — 8 588 чел. (на 2015 год)
Станция была открыта 26 июля 2014 года.
Открытие станции приурочено к введению в эксплуатацию 1-й очереди Серебряной линии — участка длиной 18,7 км и открытием ещё 4 станций: Маклин, Тайсонс-Конэ, Гринсборо и Спринг-Хилл. Открытие 2-й очереди Серебряной линии запланировано в 2020 году, участок будет представлен 6 станциями.